# 유인봉
유인봉(庾仁鳳, 1989년 2월 16일 ~ )은 대한민국의 스타크래프트 프로게이머였다. 2003년부터 2007년까지 활동하였다.

## 개요

### 프로리그
2004년 1월 10일 네오위즈 피망 프로리그에서 한빛 스타즈 소속으로 만 14세의 나이로 출전하여 방송 경기 데뷔전을 치렀다. 데뷔전 당시 프로리그 개인전 6연승을 구가하던 신인 이병민(당시 투나 SG)을 상대로 ‘신 개마고원’에서 승리를 거두며 화제를 불러일으켰다.
2004년 2월 21일 한빛 스타즈는 네오위즈 피망 프로리그 준플레이오프에 진출하여 슈마 GO를 상대하게 되었고, 유인봉은 1경기 ‘신 개마고원’에 다시 출전하지만 당시 전성기를 구가하던 서지훈에게 패하였으며 팀도 이후 2, 3경기를 내주며 3:0으로 패하였다.
SKY 프로리그 2004 그랜드 파이널에서는 ‘인큐버스 2004’ 맵의 전담을 맡아 플레이오프와 결승전에서 7경기에 배치되었으나, 2경기 모두 4-2로 한빛 스타즈가 승리하며 유인봉은 실제 경기에 나서지 못하였다. 당시 플레이오프에서는 차재욱, 결승전에서는 이윤열과 매치업되어 있었다.

### 팀리그
2004년 1월 20일 MBC게임 LG IBM 팀리그 포스트 시즌 패자준결승전에 진출한 한빛 스타즈는 슈마GO를 만나 3-1로 뒤진 상황에서, 당시 방송경기 데뷔 10일에 불과했던 유인봉을 출전시켰고 유인봉은 박신영과 전상욱을 상대로 승리를 거두며 승부를 최종전까지 몰고 갔으나 당시 전성기의 강민에게 패하여 최종스코어 4-3으로 패배, 포스트 시즌 패자결승전 진출에 실패하였다.
소속팀 한빛 스타즈는 같은 해 8월 3일 투싼 MBC게임 팀리그 포스트 시즌 패자준결승전에 다시금 진출하였고 유인봉은 1경기 선봉으로 출전하지만 KTF 매직엔스의 변길섭에게 패하였고 팀도 4:2로 패하였다.

### 개인전
이후 2004년 12월에는 온게임넷의 오프라인 예선을 통과하여 CYON 챌린지리그에 참가하였으나, 이용범과 안기효에게 패하며 탈락하였다. 이어 2005년 4월 다시 오프라인 예선을 통과하여 다음 다이렉트 듀얼토너먼트 1라운드에 진출하였다. 1차전에서 최가람에게 승리하였으나 승자전에서 안기효에게 패하고, 최종전에서 변길섭에게 패하여 2라운드 진출에 실패하였다.
이후 방송리그 개인전에서는 뚜렷한 성적을 내지 못하고 2007년 프로게이머 현역에서 은퇴하였다.

## 수상 경력

### 개인
- 2003년 1월 게임아이 주장원전 입상
- 2003년 5월 광주 예카스테이션 대회 준우승
- 2003년 10월 제3회 PGR 대회 16강
- 2004년 5월 제2회 한국e스포츠협회 커리지 매치 입상
- 2004년 6월 KBC 길드 최강전 우승
- 2004년 12월 온게임넷 CYON 챌린지리그 (오프라인 예선 통과, 본선 2패)
- 2005년 4월 온게임넷 다음 다이렉트 듀얼토너먼트 1라운드 (오프라인 예선 통과, 본선 1승 2패)

### 팀
- 2004년 1월 온게임넷 네오위즈 피망 프로리그 1라운드 정규시즌 페넌트 레이스 1위 (한빛 스타즈)
- 2004년 1월 MBC게임 LG IBM MBC게임 팀리그 포스트 시즌 패자준결승전 (한빛 스타즈)
- 2004년 2월 온게임넷 네오위즈 피망 프로리그 2라운드 최종 플레이오프 (한빛 스타즈)
- 2004년 8월 투싼 MBC게임 팀리그 포스트 시즌 패자준결승전 (한빛 스타즈)
- 2005년 2월 SKY 프로리그 2004 그랜드 파이널 우승 (한빛 스타즈)

## 팀단위 리그 성적
| 프로리그           | 프로리그      | 프로리그    | 프로리그 | 프로리그 | 프로리그 | 프로리그 | 프로리그 | 프로리그 | 프로리그            | 프로리그 |
| 시즌               | 시즌          | 소속        | 개인     | 개인     | 팀플     | 팀플     | 합계     | 승률     | 팀성적              | 비고     |
| 시즌               | 시즌          | 소속        | 승       | 패       | 승       | 패       | 합계     | 승률     | 팀성적              | 비고     |
| ------------------ | ------------- | ----------- | -------- | -------- | -------- | -------- | -------- | -------- | ------------------- | -------- |
| 2003 네오위즈 피망 | 예선          | 한빛 스타즈 | 비출전   | 비출전   | 비출전   | 비출전   | 비출전   | 비출전   | 3위(8팀)            |          |
| 2003 네오위즈 피망 | 본선          | 한빛 스타즈 | 1        | 3        |          |          | 1승 3패  | 25.0%    | 3위(8팀)            |          |
| 2004 SKY 1R        | 2004 SKY 1R   | 한빛 스타즈 | 비출전   | 비출전   | 비출전   | 비출전   | 비출전   | 비출전   | 우승(11팀)          |          |
| 2004 SKY 2R        | 2004 SKY 2R   | 한빛 스타즈 | 1        | 0        |          |          | 1승 0패  | 100%     | 공동 3위(10팀)      |          |
| 2004 SKY 3R        | 2004 SKY 3R   | 한빛 스타즈 | 1        | 0        |          |          | 1승 0패  | 100%     | 머큐리리그 3위(5팀) |          |
| 2004 SKY GF        | 2004 SKY GF   | 한빛 스타즈 | 비출전   | 비출전   | 비출전   | 비출전   | 비출전   | 비출전   | 우승(4팀)           |          |
| 2005 SKY 전기      | 2005 SKY 전기 | 한빛 스타즈 | 0        | 1        |          |          | 0승 1패  | 0.0%     | 4위 (11팀)          |          |
| 합계               | 합계          | 합계        | 3        | 4        |          |          | 3승 4패  | 42.9%    | 우승 2회            |          |

| 팀리그      | 팀리그 | 팀리그      | 팀리그 | 팀리그 | 팀리그  | 팀리그 | 팀리그 | 팀리그   | 팀리그 |
| 시즌        | 시즌   | 소속        | 승     | 패     | 합계    | 승률   | 올킬   | 팀성적   | 비고   |
| ----------- | ------ | ----------- | ------ | ------ | ------- | ------ | ------ | -------- | ------ |
| 2003 LG IBM | 예선   | 한빛 스타즈 | 비출전 | 비출전 | 비출전  | 비출전 | 비출전 | 4위(8팀) |        |
| 2003 LG IBM | 본선   | 한빛 스타즈 | 2      | 1      | 2승 1패 | 66.7%  |        | 4위(8팀) |        |
| 2004 투싼   | 예선   | 한빛 스타즈 | 0      | 1      | 0승 1패 | 0.0%   |        | 4위(8팀) |        |
| 2004 투싼   | 본선   | 한빛 스타즈 | 비출전 | 비출전 | 비출전  | 비출전 | 비출전 | 4위(8팀) |        |
| 합계        | 합계   | 합계        | 2      | 2      | 2승 2패 | 50.0%  | 0회    |          |        |

## 기타
- 2015년 언론 인터뷰를 통하여, 제약회사 영업사원으로 근무하고 있다는 근황을 알렸다.[1]